# Aeolopetra
Aeolopetra é um gênero de mariposa pertencente à família Crambidae.